# (33838) Brandabaker
2000 GU49 (asteroide 33838) é um asteroide da cintura principal. Possui uma excentricidade de 0.12397500 e uma inclinação de 0.71792º.
Este asteroide foi descoberto no dia 5 de abril de 2000 por LINEAR em Socorro.